# وربن (الب)
شهر وربن (به آلمانی: Werben) در ایالت زاکسن-آنهالت در کشور آلمان واقع شده‌است.